# Heinrich IV. (Nassau-Beilstein)
Heinrich IV. von Nassau-Beilstein (* 1448/49 in Beilstein; † 26. Mai 1499 ebenda) war von Juli oder August 1473 bis zu seinem Lebensende Graf von Nassau-Beilstein. Als Offizier war er im Dienst verschiedener Fürsten an zahlreichen Gefechten beteiligt.

## Leben
Heinrich wurde als Sohn von Johann I. und seiner Frau Johanna von Gemen geboren. Sein Vater verlobte ihn im Alter von ungefähr acht Jahren mit der zweijährigen Eva Gräfin von Sayn (1455–1525), einer Tochter von Graf Gerhard zu Sayn und Elisabeth von Sirk. Sie heirateten noch vor Heinrichs zwanzigstem Geburtstag. Diese Ehe brachte dem Haus Nassau-Beilstein die saynischen Leibeigenen in der Herrschaft zum Westerwald sowie eine Beteiligung am Bopparder Rheinzoll.
Über seinen Großvater Johann von Gemen kam Heinrich früh in Kontakt zum kurkölner Hof des Erzbischofs Ruprecht von Köln. Dieser belehnte Heinrich mit Anteilen am Bonner Rheinzoll.
Da sein älterer Halbbruder Philipp bereits vor Heinrichs Geburt in der Soester Fehde fiel, war Heinrich Alleinerbe der Beilsteiner Linie der Grafschaft. Er regierte die Grafschaft zunächst gemeinsam mit seinem Onkel Heinrich III. aus der Liebenscheider Linie. Da dieser Heinrich IV. als Erben bestimmte, konnte er 1477 die gesamte Grafschaft in seiner Hand vereinigen.
Die Linie der Herren zu Gemen starb mit Heinrich Herr zu Gemen, dem Bruder seiner Mutter, im Mannesstamm aus. Heinrich von Gemen übertrug daher noch zu Lebzeiten erhebliche Teile seines Besitzes, überwiegend kurkölner Pfandschaften, an Heinrich von Nassau-Beilstein. So erhielt er 1459 die Hälfte der Ortschaften und Herrschaften Erpel und Worringen. Im Jahr 1465 dann Horneburg und die Vest Recklinghausen (1465), sowie die Herrschaften Gemen (1467) und Dorsten (1482).
Mit dem Haus Westerburg kam es auch unter Heinrich wieder zu Auseinandersetzungen um die Rechtsverhältnisse in der Herrschaft zum Westerwald und des Gerichts Emmerichenhain. Diese mündeten 1480/82 in einen erneuten Vergleich.
Unter Heinrichs Herrschaft kam es in Nassau-Beilstein zu einer erheblichen Verbesserung der Landesverfassung. So erließ er 1472 eine Flur- und Feldordnung. In den Jahren 1492/93 folgten dann eine Gerichtsordnung für den Kalenberger Zent sowie eine Schultheißen- und eine Försterordnung. Damit war Nassau-Beilstein die erste nassauische Grafschaft der ottonischen Linie, die das Recht systematisch kodifizierte.
Heinrich stand zeitlebens im Dienst zahlreicher mächtiger Fürsten, darunter Kurköln, Kurtrier, das Herzogtum Jülich und die Landgrafen von Hessen. Dieses brachte ihm den Ehrentitel Ritter mit der goldenen Kette ein. Er war Mitglied der, besonders in Nassau verbreiteten, Rittergesellschaft zum gekrönten Steinbock. In den 1470er und 1480er Jahren stand er als Hauptmann im Dienst des Erzherzogs Maximilians von Österreich in den Niederlanden. Hier errang er besondere Verdienste bei der Eroberung von Utrecht 1483. Drei Jahre später weilte er zu Maximilians Krönung in Frankfurt. 1488 übernahm er den Befehl über die kurtrierischen Truppen im Streit mit dem Haus Winnenberg. Die Fehde endete mit der Belagerung der Burg Beilstein an der Mosel.
Auf dem Wormser Reichstag von 1495 gehörte er zu einer Gruppe von Personen, die entsandt wurden, die Türkenkriege an der Reichsgrenze zu Ungarn vorzubereiten.
Heinrich starb im Mai 1499. Obwohl das Haus Nassau-Beilstein unter ihm erhebliche Besitzzuwächse zu verzeichnen hatte, hinterließ er nur wenig Vermögen. Sein Sohn und Erbe Johann muss Teile der Pfandschaften weiter veräußern. Auch die Herrschaft Gemen konnte das Haus Nassau-Beilstein nicht gegen die Grafen von Holstein-Schauenburg verteidigen.

## Familie
Heinrich war mit Eva von Sayn verheiratet. Das Paar soll 21 Kinder gehabt haben. Von zehn sind die Namen überliefert:
- Johann II., Graf von Nassau-Beilstein zu Beilstein
- Eva vermählt 1508 mit Nikolaus III. von Tecklenburg
- Gerhard
- Bernhard, Graf von Nassau-Beilstein zu Liebenscheid
- Reinhard (erwähnt 1502)
- Ludwig, Kanoniker in Fulda
- Otto
- Margarete, Stiftfrau in Reichsstift Thorn
- Irmgard, Stiftfrau im Kloster Engelthal bei Bonn
- Elisabeth, Priorin im Kloster Engelthal bei Bonn